# Hermolaos (Macédoine)
Hermolaos ou Hermolaus (en grec ancien Ἑρμόλαος / Hermolaos), est un jeune macédonien attaché au service d'Alexandre le Grand, mis à mort en 327 av. J.-C. à la suite de la conjuration des pages.

## Biographie
Fils de Sopolis (probablement iliarque, soit commandant d'un escadron de cavalerie), Hermoloas est un jeune page royal (pais basilikos), ancien élève de Callisthène, comme probablement l'ensemble des pages macédoniens. La relation entre Hermolaos et Callisthène a été indûment soulignée pour impliquer ce dernier dans la conjuration des pages.
En 327 av. J.-C., au cours d'une chasse en Bactriane, Hermoloas, alors âgé de 17 ou 18 ans, porte le premier coup à un sanglier qui charge le roi, prérogative réservé à ce dernier. Il est puni en étant fouetté et privé de son cheval, comme c'est la coutume en Macédoine quand un page a commis une faute. Profondément offensé, il conspire contre le roi avec huit autres pages pour faire assassiner Alexandre dans son sommeil. Dans la version de Quinte-Curce, c'est l'amant d'Hermolaos, Sostrate, qui le persuade de rejoindre un complot contre le roi. Trahi par certains de ses complices et répudié par son propre père, Hermolaos est arrêté, jugé et condamné à mort par lapidation. Il est dit par Quinte-Curce que les pages ont eux-mêmes mis à mort Hermolaos et ses complices.
Quelle que soit l'offense faite à Hermolaos à la suite de la partie de chasse, cette conjuration est symptomatique des tensions entre Alexandre et ses fidèles, et la frange plus conservatrice de l'aristocratie macédonienne.